# Simon Halsey
Simon Halsey, CBE (Londres, 8 de març de 1958) és un director de cor anglès. És director del Cor Simfònic de la Ciutat de Birmingham des de 1983. També és director del Cor simfònic de Londres, director artístic del Programa de Cors Joves de la Filharmònica de Berlín, director del cor jove dels Proms de la BBC, Director Laureate del cor de la radio de Berlín i professor i director d'activitats corals de la Universitat de Birmingham. Des de la temporada 2016-2017 és també el director i assessor artístic del Palau de la Música Catalana.

## Biografia
En Simon Halsey va néixer a Londres l'any 1958. De ben jove, cantà als cors de New College, d'Oxford i del King's College de Cambridge. Va estudiar direcció al Royal College of Music de Londres.
El 1987 va fundar la City of Birmingham Touring Opera (des del 2001, the Birmingham Opera Company) amb el director d'Òpera Graham Vick. A més, va ser fundador i director artístic del Cor Professional de Veus Europees i director principal del Programa coral de la Northern Simfonia del 2004 al 2012. Finalment, també és també el fundador del Cor Jove de la ciutat de Birmingham, l'any 1995. Va ser catedràtic Internacional de Direcció coral del Royal Welsh College of Music and Drama del 2008 al 2014.
Del 2001 al 2015 va ser Director en Cap i director Artístic del Cor de la Ràdio de Berlin (Rundfunckchor Berlin). El seu últim concert com a director fou el 31 de maig de 2015. Tanmateix, continua mantenint una estreta relació amb el cor i en fou nomenat Director honorific.
Entre els anys 2012 i 2015 va estar involucrat amb les Proms de Londres, i va preparar els cors per a escenificacions de Child of Our Time de Michael Tippett, la Sea Symphony de Ralph Vaughan Williams, el Rèquiem de Guerra de Benjamin Britten i The Dreams of Gerontius de Sir Edward Elgar.
En Halsey ha treballat amb orquestres i cors de tot el món. Ha dirigit diversos projectes com per exemple el Messies de Händel amb l'Orquestra de Minessota o el Rèquiem de Fauré amb el Cor de la CBSO i la Filharmònica de Hong Kong. Amb la filharmònica de Berlin va treballar en la escenificació de Noyes Fludde de Britten per al desè aniversari de la Berlin Phil Education. També ha treballat en nombrosos enregistraments com per exemple el de la Novena de Beethoven amb el cor de la CSBO i la Filharmònica de Viena. Halsey també és conegut per engegar projectes innovadors en espais poc convencionals i amb formats interdisciplinaris.

### Actualitat
Des de 1983 és director dels cors de l'Orquestra simfònica de la Ciutat de Birmingham.
Des del 2012 és director artístic del Programa Coral de Joves de la Filharmònica de Berlín i director del Cor Jove de les Proms de la BBC. L'agost del mateix any va esdevindre director Coral del Cor i de l'orquestra Simfònica de Londres, professor d'activitats corals de la Universitat de Birmingham.
Des del 2014 és assessor artístic de l'Acadèmia Coral del Festival de Música d'Schleswig-Holstein i professor d'activitats corals.
Des de la temporada 2016-2017 és director artístic dels Cors de l'Orfeó Català i assessor artístic del Palau de la Música Catalana.

## Premis i reconeixements
En Simon Halsey ha obtingut nombros reconeixements per la seva trajectòria com a director Coral. Entre ells, 3 Grammys. Un, l'any 2008, per l'enregistrament d'Ein Deutsches Requiem de Brahms amb el Cor de la Radio de Berlín i l'Orquestra Filharmònica de Berlin, dirigida per Simon Rattle. El segon vingué, l'any 2009, amb l'enregistrament de la Simfonia dels Psalms d'Stravinsky, la Simfonia del Do i la Simfonia en 3 moviments amb els mateixos cor i orquestra. El tercer Grammy li fou atorgat l'any 2011 per la gravació de l'Amour de Loin de Saariaho amb el Cor de la Radio de Berlín i la Orquestra Simfònica Alemanya, dirigida per Kent Nagano.
Altres premis que ha rebut són el Diapasó d'or de la revista francesa Diapason, el premi de la Revista Musical de la BBC i diversos premis de la Echo Classic d'Alemanya.
L'any 2010 li fou atorgada la creu de l'Ordre del Mèrit de la República Federal d'Alemanya (Bundesverdienstkreuz) i l'any 2014 obtingué la Medalla de la Música de la Reina. A part amb els anys ha obtingut 3 doctorats honorífics: el de la Universitat de Warwick, el de la Universitat de l'Anglaterra Central i el de la Universitat de Birmingham.
L'any 2015 va ser nomenat Comandant de l'Ordre de l'Imperi Britànic (CBE) dintre dels Honors per l'aniversari de la Reina.